# Cantone di La Ferté-Bernard
Il Cantone di La Ferté-Bernard è una divisione amministrativa dell'arrondissement di Mamers.
A seguito della riforma complessiva dei cantoni del 2014 è passato da 13 a 26 comuni.

## Composizione
Prima della riforma del 2014 comprendeva i comuni di:
- Avezé
- La Chapelle-du-Bois
- Cherré
- Cherreau
- Cormes
- Dehault
- La Ferté-Bernard
- Préval
- Saint-Aubin-des-Coudrais
- Saint-Martin-des-Monts
- Souvigné-sur-Même
- Théligny
- Villaines-la-Gonais

Nel 2015 è stato ampliato a 26 comuni; dal 1º gennaio 2016 due di questi, Saint-Hilaire-le-Lierru e Tuffé si sono fusi per formare il nuovo comune di Tuffé-Val-de-la-Chéronne. per cui risulta composto dai seguenti 25 comuni:
- Avezé
- Beillé
- Boëssé-le-Sec
- La Bosse
- Bouër
- La Chapelle-du-Bois
- La Chapelle-Saint-Rémy
- Cherré
- Cherreau
- Cormes
- Dehault
- Duneau
- La Ferté-Bernard
- Le Luart
- Préval
- Prévelles
- Saint-Aubin-des-Coudrais
- Saint-Denis-des-Coudrais
- Saint-Martin-des-Monts
- Sceaux-sur-Huisne
- Souvigné-sur-Même
- Théligny
- Tuffé-Val-de-la-Chéronne
- Villaines-la-Gonais
- Vouvray-sur-Huisne